# Serie A 2017-2018
La Serie A 2017-2018 è stata la 116ª edizione della massima serie del campionato italiano di calcio (l'86ª a girone unico), disputata tra il 19 agosto 2017 e il 20 maggio 2018 e conclusa con la vittoria della Juventus, al suo trentaquattresimo titolo, il settimo consecutivo.
Capocannonieri del torneo sono stati Mauro Icardi (Inter) e Ciro Immobile (Lazio) con 29 reti a testa.

## Stagione

### Novità
A livello di squadre, da segnalare l'assoluto esordiente Benevento e il ritorno nella massima serie della SPAL, dopo la retrocessione della stagione 1967-1968. La terza formazione proveniente dalla serie cadetta è il Verona, che era retrocessa al termine della stagione 2015-2016. Dal punto di vista regolamentare spicca l'introduzione della tecnologia VAR (dopo la sperimentazione dell'anno precedente) e l'abolizione degli assistenti arbitrali addizionali d'area di rigore. Infine, a partire da questa stagione, per effetto della modifica al regolamento della medesima competizione, il campionato italiano qualificherà 4 squadre per la UEFA Champions League direttamente alla fase a gironi. L'ultima apparizione di 4 squadre italiane ai gironi di UEFA Champions League (in quel caso, 3 qualificate direttamente più 1 tramite play-off) risaliva all'edizione 2009-2010, edizione che poi fu vinta dall'Inter. Inoltre da questa stagione la sesta o settima classificata (la settima solo se la vincitrice della Coppa Italia sarà già qualificata alle coppe europee tramite il campionato) accederà in UEFA Europa League dal secondo turno preliminare e non più dal terzo come è avvenuto fino all'attuale stagione.
In questo campionato, saranno rappresentati tutti gli scudetti vinti dalla nascita del girone unico: in 85 stagioni, infatti, sono 12 le società a essersi laureate campioni d'Italia. Conteggiando anche il Genoa, le cui vittorie sono antecedenti al 1929, diventano 104 i titoli conquistati complessivamente dalle 20 squadre, sui 113 totali.
Le regioni più rappresentate in questa stagione sono l'Emilia-Romagna (Bologna, Sassuolo e SPAL) e la Lombardia (Atalanta, Inter e Milan) con 3 squadre ciascuno; con 2 rappresentanti ci sono Campania (Benevento e Napoli), Lazio (Lazio e Roma), Liguria (Genoa e Sampdoria), Piemonte (Juventus e Torino) e Veneto (Chievo e Verona); con una rappresentante ci sono Calabria (Crotone), Friuli-Venezia Giulia (Udinese), Toscana (Fiorentina) e Sardegna (Cagliari).

### Calendario e orari di gioco
La data d'inizio del torneo è stata fissata al 19 agosto con gli anticipi della prima giornata. A differenza delle ultime stagioni, non era previsto alcuno stop nel periodo natalizio: si è infatti giocato il 23 e 30 dicembre. Il campionato, che si è concluso il 20 maggio 2018, ha visto 3 turni infrasettimanali: il 20 settembre 2017 (quinta giornata), il 25 ottobre successivo (decima giornata) e il 18 aprile 2018 (33º turno). Gli impegni della Nazionale (che ha mancato la qualificazione al campionato del mondo 2018) hanno causato le soste del 3 settembre, 8 ottobre, 12 novembre e 25 marzo; non si è inoltre giocato il 14 gennaio, per la pausa invernale. Le gare della 27ª giornata, previste per il 3 e 4 marzo 2018, sono state rinviate (ad eccezione degli anticipi del sabato) dopo la morte di Davide Astori, capitano della Fiorentina. Infine, il turno pasquale si è disputato il sabato santo anziché la domenica (31 marzo).
Per quanto riguarda gli orari di gioco, il calendario può ora ricoprire - teoricamente - ciascun giorno della settimana.

### Calciomercato

#### Sessione estiva

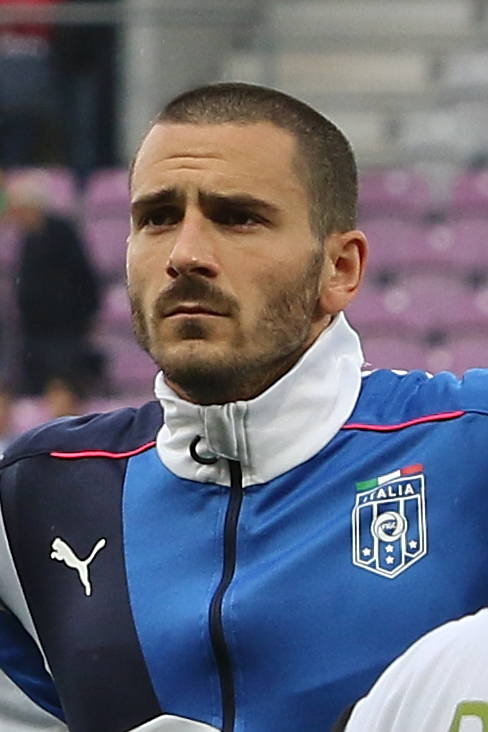
Il difensore Leonardo Bonucci, punto fermo della pluriscudettata di questo decennio, dopo 7 stagioni a Torino passa ai rivali del, per quello che rimarrà uno dei cambi di casacca più discussi nella storia del calcio italiano.

In vista della nuova stagione di campionato, le società più attive sul mercato sono la Juventus di Allegri e il Milan di Montella: i bianconeri cedono a sorpresa Bonucci agli stessi rivali rossoneri che, dal canto loro, salutano De Sciglio il quale si accasa in bianconero. Alle file dei pluricampioni d'Italia si aggiungono anche Bernardeschi e Douglas Costa prelevati rispettivamente da Fiorentina e Bayern Monaco. Mercato di spessore anche per i rossoneri che, motivati dal ritorno in Europa e dalla nuova proprietà cinese disposta a investire, integrano nell'organico, oltre al già citato Bonucci, Kessié, Çalhanoğlu, Biglia, André Silva e Kalinić.
Per quanto riguarda le altre squadre candidate alla qualificazione alla massima competizione continentale, il Napoli di Sarri sceglie di confermare la rosa dell'anno precedente mentre Inter e Roma ripartono da un nuovo progetto tecnico: sulla panchina dei nerazzurri arriva proprio l'ex allenatore dei giallorossi Spalletti, mentre il club capitolino riparte da Di Francesco, reduce da ottime stagioni alla guida del Sassuolo. Entrambe le società si muovono per rinforzare la rosa a disposizione dei nuovi allenatori, così in nerazzurro arrivano Škriniar dalla Sampdoria e gli ex fiorentini Borja Valero e Vecino, mentre in giallorosso approdano Kolarov, Gonalons e Schick, a fronte tuttavia di alcune importanti partenze come Rüdiger, Paredes e Salah. La Lazio del confermato Inzaghi deve invece far fronte a cessioni di rilievo come quelle del già citato Biglia e di Keita, rimpiazzati da Lucas Leiva e Nani.

#### Sessione invernale
La sessione invernale di mercato non fa registrare grosse operazioni ai piani alti della classifica: la Juventus sceglie di muoversi solo in uscita, cedendo Pjaca allo Schalke 04; altrettanto fa il Napoli, che lascia partire Maksimović e Giaccherini, rispettivamente in direzione Spartak Mosca e Chievo, ma non riesce a concludere l'acquisto di un altro attaccante per ampliare il proprio reparto offensivo.
Tra le più attive si segnala l'Inter, che si rinforza con gli arrivi di Lisandro López dal Benfica e Rafinha dal Barcellona, a fronte delle cessioni di Nagatomo al Galatasaray e João Mário al West Ham Utd. La Roma cede Emerson Palmieri al Chelsea, rimpiazzandolo con Jonathan Silva, ma soprattutto riesce a resistere alle lusinghe della stessa squadra londinese per il centravanti Džeko, mentre la Lazio acquista Cáceres reduce da un buon semestre al Verona. Tra le altre, da segnalare il Sassuolo che si rinforza con l'arrivo di Babacar dalla Fiorentina, in cambio di Falcinelli che approda quindi in viola, e il Benevento che a sorpresa riesce a tesserare il titolato terzino francese Sagna.

### Avvenimenti

#### Girone di andata

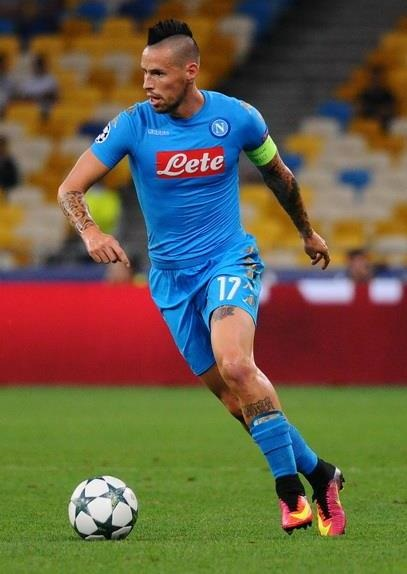
Marek Hamšík, capitano del 2º classificato e al proprio record di punti (91).

Se il mese di agosto non manca di offrire conferme e sorprese, come le «tre grandi» (Inter, Milan e Juventus) in testa a punteggio pieno affiancate da Sampdoria e Napoli, e l'insolita situazione in coda dove all'esordiente Benevento tengono compagnia Fiorentina, Atalanta, Udinese e Cagliari (senza punti dopo due turni), ben più preciso è il quadro di settembre. Le sconfitte con Lazio, Sampdoria e Roma allontanano il Milan dalla vetta, occupata stabilmente da Napoli e Juventus, con l'Inter alle loro spalle.
Alla settima giornata, approfittando del primo passaggio a vuoto dei campioni d'Italia (un pareggio contro l'Atalanta), i partenopei scattano al comando in solitaria, restando da soli a punteggio pieno. I mesi di ottobre e novembre vedono il Napoli ancora imbattuto confermare il suo primato; all'inseguimento degli azzurri ci sono l'Inter, la Juventus, la Lazio e la Roma, mentre il Milan di Vincenzo Montella (uscito sconfitto in tutti gli scontri diretti con le prime cinque) è sempre più attardato rispetto alle posizioni di vertice. In coda, si fa subito difficile la situazione del neopromosso Benevento, che stabilisce il record negativo di 14 sconfitte consecutive da inizio campionato.
Nel mese di dicembre si verifica un doppio avvicendamento in testa alla classifica: il Napoli esce battuto per 1-0 nello scontro diretto in casa contro la Juventus, e viene superato dall'Inter, la quale è a sua volta sorpassata dai partenopei e dalla Juventus dopo due settimane a seguito della prima sconfitta stagionale con l'Udinese. In fondo alla graduatoria, intanto, il Benevento trova il suo primo, storico punto in Serie A pareggiando per 2-2 grazie al gol a tempo scaduto del portiere dei sanniti Alberto Brignoli contro il Milan (guidato nel frattempo da Gennaro Gattuso dopo l'esonero di Montella). Al giro di boa del campionato, è il Napoli a guidare la classifica con un punto di vantaggio sulla Juventus, mentre l'Inter sembra perdere terreno rispetto alla vetta.

#### Girone di ritorno

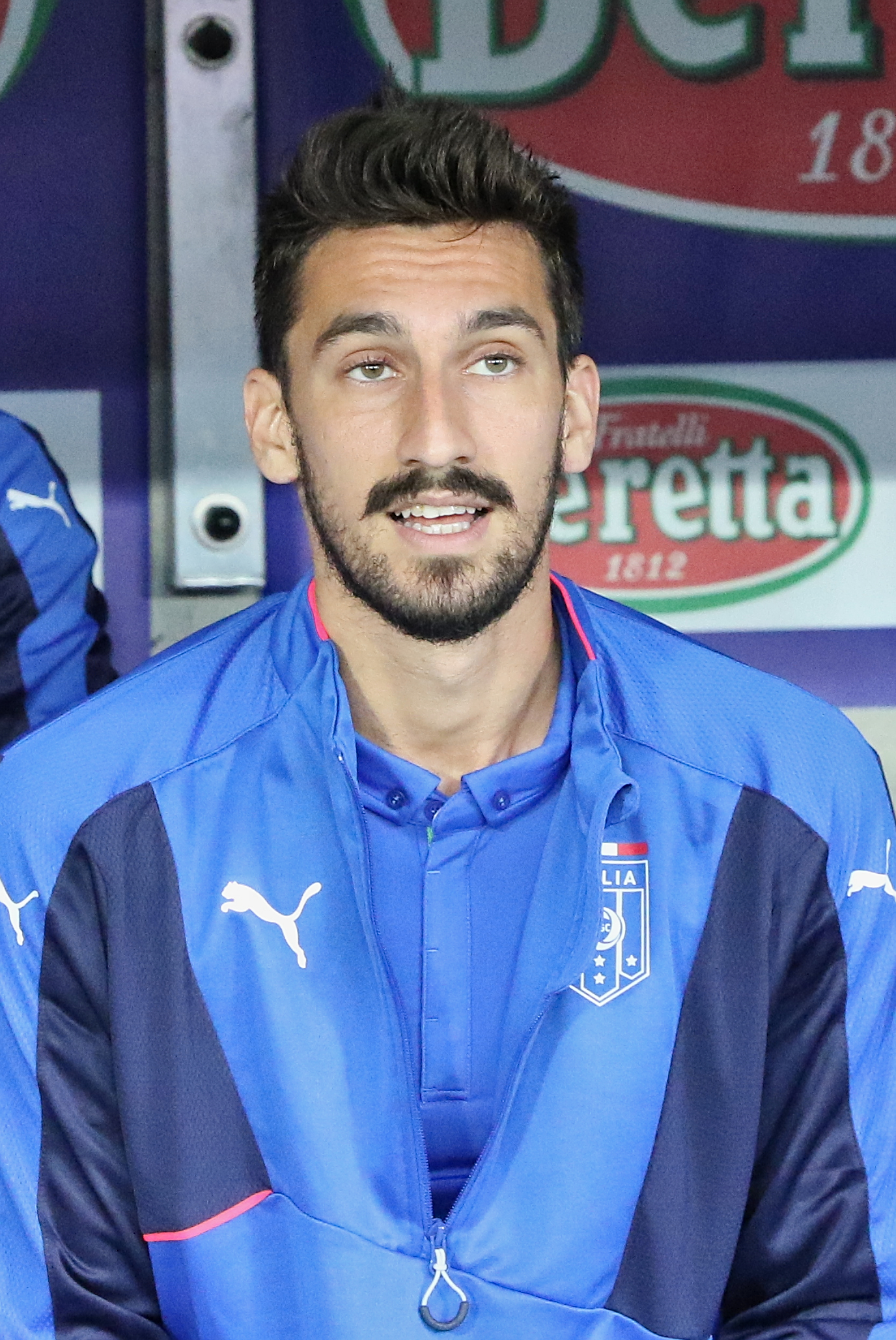
Davide Astori, capitano della, deceduto alla vigilia della 27ª giornata.

All'inizio del girone di ritorno si conferma il quadro delineatosi sul finire dell'anno: il discorso scudetto sembra restringersi a Napoli e Juventus, con gli azzurri a comandare la classifica e i bianconeri costretti a seguire, mentre per i restanti posti Champions a darsi battaglia sono Inter, Roma e Lazio, protagoniste di prestazioni altalenanti. In coda, al di là del Benevento sempre più staccato sul fondo della classifica (ma capace di trovare le prime sospirate vittorie in campionato con Chievo e Sampdoria), si registra come al solito grande lotta, con 7 squadre racchiuse in 6 punti. Il mese di febbraio non offre grandi stravolgimenti; da registrare soprattutto il piccolo allungo del Napoli, che approfitta del rinvio di Juventus-Atalanta per portarsi a +4, e la risalita del Milan, che con Gattuso sembra ritrovare gioco e risultati, accorciando il distacco dalla zona Champions. In difficoltà Sassuolo e Crotone, che vedono ridursi in maniera preoccupante il margine dalla zona retrocessione occupata da SPAL, Verona e Benevento.
La 27ª giornata è funestata dalla prematura scomparsa di Davide Astori, capitano della Fiorentina, a poche ore dalla partita in programma contro l'Udinese: la Lega dispone il rinvio a data da destinarsi delle sette partite, tra cui il derby di Milano, in programma nella giornata (le altre tre erano state giocate negli anticipi del sabato).
Il turno successivo fa registrare il sorpasso in vetta: il Napoli pareggia con l'Inter e, complice anche la sconfitta interna con la Roma della settimana precedente, si vede superare dalla Juventus. Da qui in avanti i bianconeri fanno l'andatura e, dopo il successo casalingo del 15 aprile sulla Sampdoria, allungano ulteriormente sugli azzurri che, da par loro, impattano a San Siro contro il Milan: il +6 in classifica, massimo vantaggio stagionale, pare l'allungo decisivo verso il titolo. Ma appena la settimana seguente, nello spazio di quattro giorni i piemontesi dapprima vengono blocccati sul pari a Crotone nel turno infrasettimanale e poi, nello scontro diretto della 34ª giornata a Torino, cadono dinanzi a un Napoli che si impone cinicamente 0-1 allo scadere e accorcia il proprio ritardo a –1, riaprendo improvvisamente le sorti del campionato. Lo stesso turno ufficializza il primo verdetto del campionato, con la retrocessione del Benevento in Serie B.

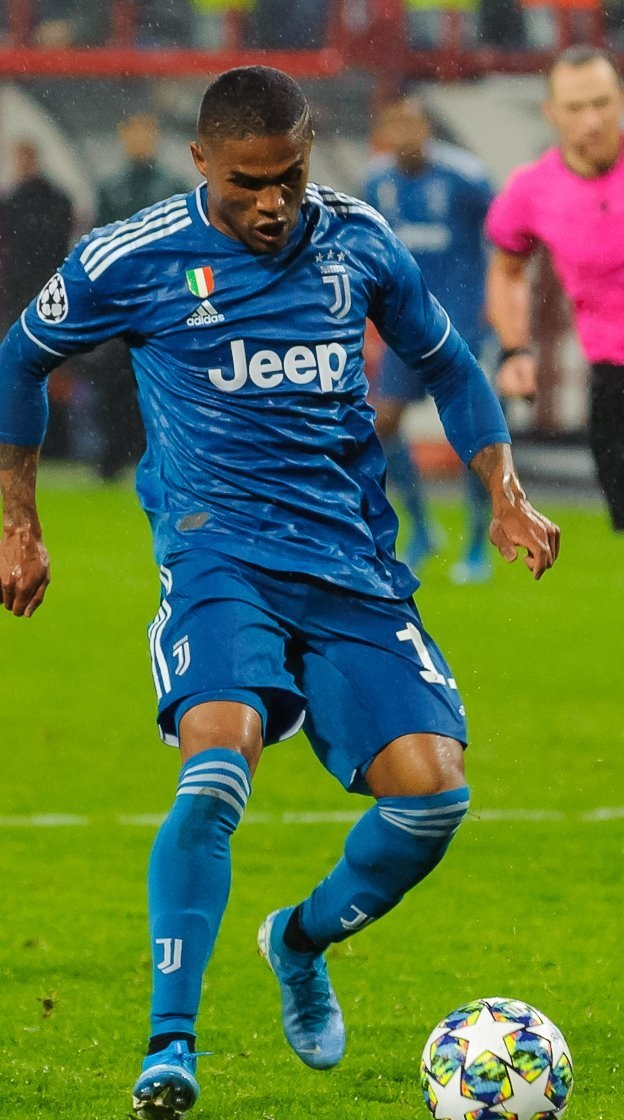
Dopo un avvio in sordina, nel girone di ritorno il neoacquisto Douglas Costa assurge a mattatore nella Juventus che conquista il 7º scudetto consecutivo.

A quattro giornate dal termine la corsa al titolo vede gli azzurri di Sarri dati ampiamente per favoriti, sia per condizione mentale sia per un calendario giudicato più agevole nella decisiva volata finale, al contrario dei bianconeri di Allegri per i quali, chiamati ad affrontare due probanti big match, i più pronosticano l'imminente tramonto del vittorioso ciclo di questo decennio. Giudizi che vengono smentiti già nella giornata successiva, quando la Juventus batte l'Inter nel derby d'Italia a San Siro con una rocambolesca rimonta nei minuti finali e, approfittando della netta e inaspettata sconfitta, il giorno seguente, del Napoli sul campo della Fiorentina, si riporta a +4. Frattanto alla 36ª giornata si conosce il nome della seconda retrocessa, quando il Verona cade 4-1 con il Milan e si unisce ai sanniti nel ritorno in cadetteria.
Il quadro risulta maggiormente dettagliato al 37º turno, quando il rovescio dell'Inter con il Sassuolo regala alla Roma l'aritmetico ingresso in Champions League. Nel pomeriggio della domenica, il Milan accede all'Europa League grazie al pareggio con l'Atalanta diretta concorrente; il doppio posticipo serale sentenzia la vittoria dello scudetto da parte della Juventus, che pareggiando con i capitolini coglie il suo settimo tricolore di fila, e il tramonto delle speranze per la Sampdoria, che battuta dal Napoli abbandona la possibilità di qualificarsi alle manifestazioni continentali. Rimangono invece aperti gli scenari del quarto posto e dell'ultima retrocessione, a causa del pareggio tra Crotone e Lazio: i biancocelesti aumentano a 3 lunghezze il proprio vantaggio sull'Inter con lo scontro diretto in programma all'ultima giornata, mentre per i pitagorici resta aperta la via della seconda salvezza consecutiva.
La discesa dei calabresi è soltanto rinviata, poiché la sconfitta con il Napoli (che stabilisce il proprio record di punti in un singolo campionato, nonché il primato di punti per una seconda classificata) li condanna alla B, dopo due stagioni in massima serie. La permanenza è invece raggiunta in extremis da Udinese, Chievo, SPAL e Cagliari. La contesa per l'ultimo posto disponibile in Champions si risolve a favore dell'Inter che, battendo nell'ultima giornata la Lazio per 3-2, la aggancia in classifica, superandola per i risultati degli scontri diretti e tornando in Champions League dopo sei anni di assenza. La squadra biancoceleste accede invece alla fase a gironi di Europa League, insieme al Milan; a fine stagione, i rossoneri saranno prima esclusi dalla UEFA per la violazione delle norme del fair play finanziario e poi riammessi dal TAS.
La graduatoria dei marcatori è vinta in coabitazione da un laziale e un interista: Immobile e Icardi segnano infatti 29 gol ciascuno. Per entrambi si tratta della seconda affermazione in questa classifica: l'argentino si era aggiudicato tale riconoscimento anche tre anni addietro, sempre ex aequo con un altro giocatore (in quel caso Toni del Verona, con 22 centri a testa), mentre Immobile aveva già vinto la classifica marcatori quattro anni prima.

## Squadre partecipanti
| Club       | Stagione | Città         | Stadio                                                   | Stagione precedente                           |
| ---------- | -------- | ------------- | -------------------------------------------------------- | --------------------------------------------- |
| Atalanta   | dettagli | Bergamo       | Stadio Atleti Azzurri d'Italia                           | 4º posto in Serie A                           |
| Benevento  | dettagli | Benevento     | Stadio Ciro Vigorito                                     | 5º posto in Serie B, promosso dopo i play-off |
| Bologna    | dettagli | Bologna       | Stadio Renato Dall'Ara                                   | 15º posto in Serie A                          |
| Cagliari   | dettagli | Cagliari      | Sardegna Arena                                           | 11º posto in Serie A                          |
| Chievo     | dettagli | Verona        | Stadio Marcantonio Bentegodi                             | 14º posto in Serie A                          |
| Crotone    | dettagli | Crotone       | Stadio Ezio Scida                                        | 17º posto in Serie A                          |
| Fiorentina | dettagli | Firenze       | Stadio Artemio Franchi                                   | 8º posto in Serie A                           |
| Genoa      | dettagli | Genova        | Stadio Luigi Ferraris                                    | 16º posto in Serie A                          |
| Inter      | dettagli | Milano        | Stadio Giuseppe Meazza                                   | 7º posto in Serie A                           |
| Juventus   | dettagli | Torino        | Juventus Stadium                                         | 1º posto in Serie A                           |
| Lazio      | dettagli | Roma          | Stadio Olimpico                                          | 5º posto in Serie A                           |
| Milan      | dettagli | Milano        | Stadio Giuseppe Meazza                                   | 6º posto in Serie A                           |
| Napoli     | dettagli | Napoli        | Stadio San Paolo                                         | 3º posto in Serie A                           |
| Roma       | dettagli | Roma          | Stadio Olimpico                                          | 2º posto in Serie A                           |
| Sampdoria  | dettagli | Genova        | Stadio Luigi Ferraris                                    | 10º posto in Serie A                          |
| Sassuolo   | dettagli | Sassuolo (MO) | Mapei Stadium - Città del Tricolore (Reggio nell'Emilia) | 12º posto in Serie A                          |
| SPAL       | dettagli | Ferrara       | Stadio Paolo Mazza                                       | 1º posto in Serie B, promosso                 |
| Torino     | dettagli | Torino        | Stadio Olimpico Grande Torino                            | 9º posto in Serie A                           |
| Udinese    | dettagli | Udine         | Stadio Friuli                                            | 13º posto in Serie A                          |
| Verona     | dettagli | Verona        | Stadio Marcantonio Bentegodi                             | 2º posto in Serie B, promosso                 |

## Allenatori e primatisti
| Squadra    | Allenatore                                                         | Giocatore più presente (tra parentesi il numero delle presenze) | Capocannoniere (tra parentesi il numero dei gol segnati) |
| ---------- | ------------------------------------------------------------------ | --------------------------------------------------------------- | -------------------------------------------------------- |
| Atalanta   | Gian Piero Gasperini                                               | Bryan Cristante (36)                                            | Josip Iličič (11)                                        |
| Benevento  | Marco Baroni (1ª-9ª) Roberto De Zerbi (10ª-38ª)                    | Lorenzo Venuti (31)                                             | Cheick Diabaté (8)                                       |
| Bologna    | Roberto Donadoni                                                   | Adam Masina, Simone Verdi (34)                                  | Simone Verdi (10)                                        |
| Cagliari   | Massimo Rastelli (1ª-8ª) Diego Luis López (9ª-38ª)                 | Simone Padoin (37)                                              | Leonardo Pavoletti (11)                                  |
| Chievo     | Rolando Maran (1ª-35ª) Lorenzo D'Anna (36ª-38ª)                    | Stefano Sorrentino (38)                                         | Roberto Inglese (12)                                     |
| Crotone    | Davide Nicola (1ª-15ª) Walter Zenga (16ª-38ª)                      | Andrea Barberis, Alex Cordaz (38)                               | Simy, Marcello Trotta (7)                                |
| Fiorentina | Stefano Pioli                                                      | Giovanni Simeone (38)                                           | Giovanni Simeone (14)                                    |
| Genoa      | Ivan Jurić (1ª-12ª) Davide Ballardini (13ª-38ª)                    | Mattia Perin (37)                                               | Gianluca Lapadula (6)                                    |
| Inter      | Luciano Spalletti                                                  | Samir Handanovič, Milan Škriniar (38)                           | Mauro Icardi (29)                                        |
| Juventus   | Massimiliano Allegri                                               | Gonzalo Higuaín (35)                                            | Paulo Dybala (22)                                        |
| Lazio      | Simone Inzaghi                                                     | Thomas Strakosha (38)                                           | Ciro Immobile (29)                                       |
| Milan      | Vincenzo Montella (1ª-14ª) Gennaro Gattuso (15ª-38ª)               | Gianluigi Donnarumma (38)                                       | Patrick Cutrone (10)                                     |
| Napoli     | Maurizio Sarri                                                     | Allan, José María Callejón, Marek Hamšík, Dries Mertens (38)    | Dries Mertens (18)                                       |
| Roma       | Eusebio Di Francesco                                               | Alisson Becker (37)                                             | Edin Džeko (16)                                          |
| Sampdoria  | Marco Giampaolo                                                    | Gastón Ramírez (37)                                             | Fabio Quagliarella (19)                                  |
| Sassuolo   | Cristian Bucchi (1ª-14ª) Giuseppe Iachini (15ª-38ª)                | Francesco Acerbi (38)                                           | Matteo Politano (10)                                     |
| SPAL       | Leonardo Semplici                                                  | Manuel Lazzari, Alberto Paloschi (36)                           | Mirco Antenucci (11)                                     |
| Torino     | Siniša Mihajlović (1ª-19ª) Walter Mazzarri (20ª-38ª)               | Iago Falque, Salvatore Sirigu (37)                              | Iago Falque (12)                                         |
| Udinese    | Luigi Delneri (1ª-13ª) Massimo Oddo (14ª-34ª) Igor Tudor (35ª-38ª) | Rodrigo de Paul (37)                                            | Kevin Lasagna (12)                                       |
| Verona     | Fabio Pecchia                                                      | Rômulo (37)                                                     | Moise Kean, Giampaolo Pazzini (4)                        |

## Classifica finale
|        | Pos. | Squadra    | Pt | G  | V  | N  | P  | GF | GS | DR  |
| ------ | ---- | ---------- | -- | -- | -- | -- | -- | -- | -- | --- |
|        | 1.   | Juventus   | 95 | 38 | 30 | 5  | 3  | 86 | 24 | +62 |
|        | 2.   | Napoli     | 91 | 38 | 28 | 7  | 3  | 77 | 29 | +48 |
|        | 3.   | Roma       | 77 | 38 | 23 | 8  | 7  | 61 | 28 | +33 |
|        | 4.   | Inter      | 72 | 38 | 20 | 12 | 6  | 66 | 30 | +36 |
|        | 5.   | Lazio      | 72 | 38 | 21 | 9  | 8  | 89 | 49 | +40 |
| [ 77 ] | 6.   | Milan      | 64 | 38 | 18 | 10 | 10 | 56 | 42 | +14 |
| [ 78 ] | 7.   | Atalanta   | 60 | 38 | 16 | 12 | 10 | 57 | 39 | +18 |
|        | 8.   | Fiorentina | 57 | 38 | 16 | 9  | 13 | 54 | 46 | +8  |
|        | 9.   | Torino     | 54 | 38 | 13 | 15 | 10 | 54 | 46 | +8  |
|        | 10.  | Sampdoria  | 54 | 38 | 16 | 6  | 16 | 56 | 60 | -4  |
|        | 11.  | Sassuolo   | 43 | 38 | 11 | 10 | 17 | 29 | 59 | -30 |
|        | 12.  | Genoa      | 41 | 38 | 11 | 8  | 19 | 33 | 43 | -10 |
|        | 13.  | Chievo     | 40 | 38 | 10 | 10 | 18 | 36 | 59 | -23 |
|        | 14.  | Udinese    | 40 | 38 | 12 | 4  | 22 | 48 | 63 | -15 |
|        | 15.  | Bologna    | 39 | 38 | 11 | 6  | 21 | 40 | 52 | -12 |
|        | 16.  | Cagliari   | 39 | 38 | 11 | 6  | 21 | 33 | 61 | -28 |
|        | 17.  | SPAL       | 38 | 38 | 8  | 14 | 16 | 39 | 59 | -20 |
|        | 18.  | Crotone    | 35 | 38 | 9  | 8  | 21 | 40 | 66 | -26 |
|        | 19.  | Verona     | 25 | 38 | 7  | 4  | 27 | 30 | 78 | -48 |
|        | 20.  | Benevento  | 21 | 38 | 6  | 3  | 29 | 33 | 84 | -51 |

Legenda:
      Campione d'Italia e ammessa alla fase a gironi della UEFA Champions League 2018-2019.
      Ammesse alla fase a gironi della UEFA Champions League 2018-2019.
      Ammesse alla fase a gironi della UEFA Europa League 2018-2019.
      Ammessa al secondo turno di qualificazione della UEFA Europa League 2018-2019.
      Retrocesse in Serie B 2018-2019.
Regolamento:
Tre punti a vittoria, uno a pareggio, zero a sconfitta.
In caso di arrivo di due o più squadre a pari punti, la graduatoria finale verrà stilata secondo la classifica avulsa tra le squadre interessate che prevede, in ordine, i seguenti criteri:
- Punti negli scontri diretti
- Differenza reti negli scontri diretti
- Differenza reti generale
- Reti realizzate in generale
- Sorteggio

### Squadra campione
| Formazione tipo (4-2-3-1) | Giocatori (presenze)      |
| --- | ------------------------- |
| Buffon Lichtsteiner Barzagli Chiellini Alex Sandro Pjanić Matuidi Dybala D. Costa Higuaín Mandžukić | Gianluigi Buffon (21)     |
| Buffon Lichtsteiner Barzagli Chiellini Alex Sandro Pjanić Matuidi Dybala D. Costa Higuaín Mandžukić | Stephan Lichtsteiner (27) |
| Buffon Lichtsteiner Barzagli Chiellini Alex Sandro Pjanić Matuidi Dybala D. Costa Higuaín Mandžukić | Andrea Barzagli (25)      |
| Buffon Lichtsteiner Barzagli Chiellini Alex Sandro Pjanić Matuidi Dybala D. Costa Higuaín Mandžukić | Giorgio Chiellini (26)    |
| Buffon Lichtsteiner Barzagli Chiellini Alex Sandro Pjanić Matuidi Dybala D. Costa Higuaín Mandžukić | Alex Sandro (26)          |
| Buffon Lichtsteiner Barzagli Chiellini Alex Sandro Pjanić Matuidi Dybala D. Costa Higuaín Mandžukić | Miralem Pjanić (31)       |
| Buffon Lichtsteiner Barzagli Chiellini Alex Sandro Pjanić Matuidi Dybala D. Costa Higuaín Mandžukić | Blaise Matuidi (32)       |
| Buffon Lichtsteiner Barzagli Chiellini Alex Sandro Pjanić Matuidi Dybala D. Costa Higuaín Mandžukić | Douglas Costa (31)        |
| Buffon Lichtsteiner Barzagli Chiellini Alex Sandro Pjanić Matuidi Dybala D. Costa Higuaín Mandžukić | Paulo Dybala (33)         |
| Buffon Lichtsteiner Barzagli Chiellini Alex Sandro Pjanić Matuidi Dybala D. Costa Higuaín Mandžukić | Mario Mandžukić (32)      |
| Buffon Lichtsteiner Barzagli Chiellini Alex Sandro Pjanić Matuidi Dybala D. Costa Higuaín Mandžukić | Gonzalo Higuaín (35)      |
| Altri giocatori: Sami Khedira (26), Daniele Rugani (22), Federico Bernardeschi (22), Juan Cuadrado (21), Rodrigo Bentancur (20), Medhi Benatia (20), Kwadwo Asamoah (19), Wojciech Szczęsny (17), Claudio Marchisio (15), Mattia De Sciglio (12), Stefano Sturaro (12), Benedikt Höwedes (3), Carlo Pinsoglio (1). |                           |

## Risultati

### Tabellone
Ogni riga indica i risultati casalinghi della squadra segnata a inizio della riga, contro le squadre segnate colonna per colonna (che invece avranno giocato l'incontro in trasferta). Al contrario, leggendo la colonna di una squadra si avranno i risultati ottenuti dalla stessa in trasferta, contro le squadre segnate in ogni riga, che invece avranno giocato l'incontro in casa.
|            | ATA  | BEN  | BOL  | CAG  | CHI  | CRO  | FIO  | GEN  | INT  | JUV  | LAZ  | MIL  | NAP  | ROM  | SAM  | SAS  | SPA  | TOR  | UDI  | VER  |
| ---------- | ---- | ---- | ---- | ---- | ---- | ---- | ---- | ---- | ---- | ---- | ---- | ---- | ---- | ---- | ---- | ---- | ---- | ---- | ---- | ---- |
| Atalanta   | –––– | 1-0  | 1-0  | 1-2  | 1-0  | 5-1  | 1-1  | 3-1  | 0-0  | 2-2  | 3-3  | 1-1  | 0-1  | 0-1  | 1-2  | 2-1  | 1-1  | 2-1  | 2-0  | 3-0  |
| Benevento  | 0-3  | –––– | 0-1  | 1-2  | 1-0  | 3-2  | 0-3  | 1-0  | 1-2  | 2-4  | 1-5  | 2-2  | 0-2  | 0-4  | 3-2  | 1-2  | 1-2  | 0-1  | 3-3  | 3-0  |
| Bologna    | 0-1  | 3-0  | –––– | 1-1  | 1-2  | 2-3  | 1-2  | 2-0  | 1-1  | 0-3  | 1-2  | 1-2  | 0-3  | 1-1  | 3-0  | 2-1  | 2-1  | 1-1  | 1-2  | 2-0  |
| Cagliari   | 1-0  | 2-1  | 0-0  | –––– | 0-2  | 1-0  | 0-1  | 2-3  | 1-3  | 0-1  | 2-2  | 1-2  | 0-5  | 0-1  | 2-2  | 0-1  | 2-0  | 0-4  | 2-1  | 2-1  |
| Chievo     | 1-1  | 1-0  | 2-3  | 2-1  | –––– | 2-1  | 2-1  | 0-1  | 1-2  | 0-2  | 1-2  | 1-4  | 0-0  | 0-0  | 2-1  | 1-1  | 2-1  | 0-0  | 1-1  | 3-2  |
| Crotone    | 1-1  | 2-0  | 1-0  | 1-1  | 1-0  | –––– | 2-1  | 0-1  | 0-2  | 1-1  | 2-2  | 0-3  | 0-1  | 0-2  | 4-1  | 4-1  | 2-3  | 2-2  | 0-3  | 0-0  |
| Fiorentina | 1-1  | 1-0  | 2-1  | 0-1  | 1-0  | 2-0  | –––– | 0-0  | 1-1  | 0-2  | 3-4  | 1-1  | 3-0  | 2-4  | 1-2  | 3-0  | 0-0  | 3-0  | 2-1  | 1-4  |
| Genoa      | 1-2  | 1-0  | 0-1  | 2-1  | 1-1  | 1-0  | 2-3  | –––– | 2-0  | 2-4  | 2-3  | 0-1  | 2-3  | 1-1  | 0-2  | 1-0  | 1-1  | 1-2  | 0-1  | 3-1  |
| Inter      | 2-0  | 2-0  | 2-1  | 4-0  | 5-0  | 1-1  | 3-0  | 1-0  | –––– | 2-3  | 0-0  | 3-2  | 0-0  | 1-1  | 3-2  | 1-2  | 2-0  | 1-1  | 1-3  | 3-0  |
| Juventus   | 2-0  | 2-1  | 3-1  | 3-0  | 3-0  | 3-0  | 1-0  | 1-0  | 0-0  | –––– | 1-2  | 3-1  | 0-1  | 1-0  | 3-0  | 7-0  | 4-1  | 4-0  | 2-0  | 2-1  |
| Lazio      | 1-1  | 6-2  | 1-1  | 3-0  | 5-1  | 4-0  | 1-1  | 1-2  | 2-3  | 0-1  | –––– | 4-1  | 1-4  | 0-0  | 4-0  | 6-1  | 0-0  | 1-3  | 3-0  | 2-0  |
| Milan      | 0-2  | 0-1  | 2-1  | 2-1  | 3-2  | 1-0  | 5-1  | 0-0  | 0-0  | 0-2  | 2-1  | –––– | 0-0  | 0-2  | 1-0  | 1-1  | 2-0  | 0-0  | 2-1  | 4-1  |
| Napoli     | 3-1  | 6-0  | 3-1  | 3-0  | 2-1  | 2-1  | 0-0  | 1-0  | 0-0  | 0-1  | 4-1  | 2-1  | –––– | 2-4  | 3-2  | 3-1  | 1-0  | 2-2  | 4-2  | 2-0  |
| Roma       | 1-2  | 5-2  | 1-0  | 1-0  | 4-1  | 1-0  | 0-2  | 2-1  | 1-3  | 0-0  | 2-1  | 0-2  | 0-1  | –––– | 0-1  | 1-1  | 3-1  | 3-0  | 3-1  | 3-0  |
| Sampdoria  | 3-1  | 2-1  | 1-0  | 4-1  | 4-1  | 5-0  | 3-1  | 0-0  | 0-5  | 3-2  | 1-2  | 2-0  | 0-2  | 1-1  | –––– | 0-1  | 2-0  | 1-1  | 2-1  | 2-0  |
| Sassuolo   | 0-3  | 2-2  | 0-1  | 0-0  | 0-0  | 2-1  | 1-0  | 0-0  | 1-0  | 1-3  | 0-3  | 0-2  | 1-1  | 0-1  | 1-0  | –––– | 1-1  | 1-1  | 0-1  | 0-2  |
| SPAL       | 1-1  | 2-0  | 1-0  | 0-2  | 0-0  | 1-1  | 1-1  | 1-0  | 1-1  | 0-0  | 2-5  | 0-4  | 2-3  | 0-3  | 3-1  | 0-1  | –––– | 2-2  | 3-2  | 2-2  |
| Torino     | 1-1  | 3-0  | 3-0  | 2-1  | 1-1  | 4-1  | 1-2  | 0-0  | 1-0  | 0-1  | 0-1  | 1-1  | 1-3  | 0-1  | 2-2  | 3-0  | 2-1  | –––– | 2-0  | 2-2  |
| Udinese    | 2-1  | 2-0  | 1-0  | 0-1  | 1-2  | 1-2  | 0-2  | 1-0  | 0-4  | 2-6  | 1-2  | 1-1  | 0-1  | 0-2  | 4-0  | 1-2  | 1-1  | 2-3  | –––– | 4-0  |
| Verona     | 0-5  | 1-0  | 2-3  | 1-0  | 1-0  | 0-3  | 0-5  | 0-1  | 1-2  | 1-3  | 0-3  | 3-0  | 1-3  | 0-1  | 0-0  | 0-1  | 1-3  | 2-1  | 0-1  | –––– |

### Calendario
Il calendario è stato sorteggiato il 26 luglio 2017 a Milano.
| andata (1ª) | andata (1ª) | 1ª giornata         | ritorno (20ª) | ritorno (20ª) |
|             |             |                     |               |               |
| 20 ago.     | 0-1         | Atalanta-Roma       | 2-1           | 6 gen.        |
| 20 ago.     | 1-1         | Bologna-Torino      | 0-3           | 6 gen.        |
| 20 ago.     | 0-3         | Crotone-Milan       | 0-1           | 6 gen.        |
| 20 ago.     | 3-0         | Inter-Fiorentina    | 1-1           | 5 gen.        |
| 19 ago.     | 3-0         | Juventus-Cagliari   | 1-0           | 6 gen.        |
| 20 ago.     | 0-0         | Lazio-SPAL          | 5-2           | 6 gen.        |
| 20 ago.     | 2-1         | Sampdoria-Benevento | 2-3           | 6 gen.        |
| 20 ago.     | 0-0         | Sassuolo-Genoa      | 0-1           | 6 gen.        |
| 20 ago.     | 1-2         | Udinese-Chievo      | 1-1           | 5 gen.        |
| 19 ago.     | 1-3         | Verona-Napoli       | 0-2           | 6 gen.        |

| andata (2ª) | andata (2ª) | 2ª giornata          | ritorno (21ª) | ritorno (21ª) |
|             |             |                      |               |               |
| 26 ago.     | 0-1         | Benevento-Bologna    | 0-3           | 21 gen.       |
| 27 ago.     | 1-2         | Chievo-Lazio         | 1-5           | 21 gen.       |
| 27 ago.     | 0-0         | Crotone-Verona       | 3-0           | 21 gen.       |
| 27 ago.     | 1-2         | Fiorentina-Sampdoria | 1-3           | 21 gen.       |
| 26 ago.     | 2-4         | Genoa-Juventus       | 0-1           | 22 gen.       |
| 27 ago.     | 2-1         | Milan-Cagliari       | 2-1           | 21 gen.       |
| 27 ago.     | 3-1         | Napoli-Atalanta      | 1-0           | 21 gen.       |
| 26 ago.     | 1-3         | Roma-Inter           | 1-1           | 21 gen.       |
| 27 ago.     | 3-2         | SPAL-Udinese         | 1-1           | 21 gen.       |
| 27 ago.     | 3-0         | Torino-Sassuolo      | 1-1           | 21 gen.       |

| andata (1ª) | andata (1ª) | 1ª giornata         | ritorno (20ª) | ritorno (20ª) |
|             |             |                     |               |               |
| 20 ago.     | 0-1         | Atalanta-Roma       | 2-1           | 6 gen.        |
| 20 ago.     | 1-1         | Bologna-Torino      | 0-3           | 6 gen.        |
| 20 ago.     | 0-3         | Crotone-Milan       | 0-1           | 6 gen.        |
| 20 ago.     | 3-0         | Inter-Fiorentina    | 1-1           | 5 gen.        |
| 19 ago.     | 3-0         | Juventus-Cagliari   | 1-0           | 6 gen.        |
| 20 ago.     | 0-0         | Lazio-SPAL          | 5-2           | 6 gen.        |
| 20 ago.     | 2-1         | Sampdoria-Benevento | 2-3           | 6 gen.        |
| 20 ago.     | 0-0         | Sassuolo-Genoa      | 0-1           | 6 gen.        |
| 20 ago.     | 1-2         | Udinese-Chievo      | 1-1           | 5 gen.        |
| 19 ago.     | 1-3         | Verona-Napoli       | 0-2           | 6 gen.        |

| andata (2ª) | andata (2ª) | 2ª giornata          | ritorno (21ª) | ritorno (21ª) |
|             |             |                      |               |               |
| 26 ago.     | 0-1         | Benevento-Bologna    | 0-3           | 21 gen.       |
| 27 ago.     | 1-2         | Chievo-Lazio         | 1-5           | 21 gen.       |
| 27 ago.     | 0-0         | Crotone-Verona       | 3-0           | 21 gen.       |
| 27 ago.     | 1-2         | Fiorentina-Sampdoria | 1-3           | 21 gen.       |
| 26 ago.     | 2-4         | Genoa-Juventus       | 0-1           | 22 gen.       |
| 27 ago.     | 2-1         | Milan-Cagliari       | 2-1           | 21 gen.       |
| 27 ago.     | 3-1         | Napoli-Atalanta      | 1-0           | 21 gen.       |
| 26 ago.     | 1-3         | Roma-Inter           | 1-1           | 21 gen.       |
| 27 ago.     | 3-2         | SPAL-Udinese         | 1-1           | 21 gen.       |
| 27 ago.     | 3-0         | Torino-Sassuolo      | 1-1           | 21 gen.       |

| andata (3ª) | andata (3ª) | 3ª giornata       | ritorno (22ª) | ritorno (22ª) |
|             |             |                   |               |               |
| 10 set.     | 2-1         | Atalanta-Sassuolo | 3-0           | 27 gen.       |
| 10 set.     | 0-1         | Benevento-Torino  | 0-3           | 28 gen.       |
| 10 set.     | 0-3         | Bologna-Napoli    | 1-3           | 28 gen.       |
| 10 set.     | 1-0         | Cagliari-Crotone  | 1-1           | 28 gen.       |
| 10 set.     | 2-0         | Inter-SPAL        | 1-1           | 28 gen.       |
| 9 set.      | 3-0         | Juventus-Chievo   | 2-0           | 27 gen.       |
| 10 set.     | 4-1         | Lazio-Milan       | 1-2           | 28 gen.       |
| 24 gen.     | 1-1         | Sampdoria-Roma    | 1-0           | 28 gen.       |
| 10 set.     | 1-0         | Udinese-Genoa     | 1-0           | 28 gen.       |
| 10 set.     | 0-5         | Verona-Fiorentina | 4-1           | 28 gen.       |

| andata (4ª) | andata (4ª) | 4ª giornata        | ritorno (23ª) | ritorno (23ª) |
|             |             |                    |               |               |
| 17 set.     | 1-1         | Chievo-Atalanta    | 0-1           | 4 feb.        |
| 16 set.     | 0-2         | Crotone-Inter      | 1-1           | 3 feb.        |
| 16 set.     | 2-1         | Fiorentina-Bologna | 2-1           | 4 feb.        |
| 17 set.     | 2-3         | Genoa-Lazio        | 2-1           | 5 feb.        |
| 17 set.     | 2-1         | Milan-Udinese      | 1-1           | 4 feb.        |
| 17 set.     | 6-0         | Napoli-Benevento   | 2-0           | 4 feb.        |
| 16 set.     | 3-0         | Roma-Verona        | 1-0           | 4 feb.        |
| 17 set.     | 1-3         | Sassuolo-Juventus  | 0-7           | 4 feb.        |
| 17 set.     | 0-2         | SPAL-Cagliari      | 0-2           | 4 feb.        |
| 17 set.     | 2-2         | Torino-Sampdoria   | 1-1           | 3 feb.        |

| andata (3ª) | andata (3ª) | 3ª giornata       | ritorno (22ª) | ritorno (22ª) |
|             |             |                   |               |               |
| 10 set.     | 2-1         | Atalanta-Sassuolo | 3-0           | 27 gen.       |
| 10 set.     | 0-1         | Benevento-Torino  | 0-3           | 28 gen.       |
| 10 set.     | 0-3         | Bologna-Napoli    | 1-3           | 28 gen.       |
| 10 set.     | 1-0         | Cagliari-Crotone  | 1-1           | 28 gen.       |
| 10 set.     | 2-0         | Inter-SPAL        | 1-1           | 28 gen.       |
| 9 set.      | 3-0         | Juventus-Chievo   | 2-0           | 27 gen.       |
| 10 set.     | 4-1         | Lazio-Milan       | 1-2           | 28 gen.       |
| 24 gen.     | 1-1         | Sampdoria-Roma    | 1-0           | 28 gen.       |
| 10 set.     | 1-0         | Udinese-Genoa     | 1-0           | 28 gen.       |
| 10 set.     | 0-5         | Verona-Fiorentina | 4-1           | 28 gen.       |

| andata (4ª) | andata (4ª) | 4ª giornata        | ritorno (23ª) | ritorno (23ª) |
|             |             |                    |               |               |
| 17 set.     | 1-1         | Chievo-Atalanta    | 0-1           | 4 feb.        |
| 16 set.     | 0-2         | Crotone-Inter      | 1-1           | 3 feb.        |
| 16 set.     | 2-1         | Fiorentina-Bologna | 2-1           | 4 feb.        |
| 17 set.     | 2-3         | Genoa-Lazio        | 2-1           | 5 feb.        |
| 17 set.     | 2-1         | Milan-Udinese      | 1-1           | 4 feb.        |
| 17 set.     | 6-0         | Napoli-Benevento   | 2-0           | 4 feb.        |
| 16 set.     | 3-0         | Roma-Verona        | 1-0           | 4 feb.        |
| 17 set.     | 1-3         | Sassuolo-Juventus  | 0-7           | 4 feb.        |
| 17 set.     | 0-2         | SPAL-Cagliari      | 0-2           | 4 feb.        |
| 17 set.     | 2-2         | Torino-Sampdoria   | 1-1           | 3 feb.        |

| andata (5ª) | andata (5ª) | 5ª giornata         | ritorno (24ª) | ritorno (24ª) |
|             |             |                     |               |               |
| 20 set.     | 5-1         | Atalanta-Crotone    | 1-1           | 10 feb.       |
| 20 set.     | 0-4         | Benevento-Roma      | 2-5           | 11 feb.       |
| 19 set.     | 1-1         | Bologna-Inter       | 1-2           | 11 feb.       |
| 20 set.     | 0-1         | Cagliari-Sassuolo   | 0-0           | 11 feb.       |
| 20 set.     | 1-1         | Genoa-Chievo        | 1-0           | 11 feb.       |
| 20 set.     | 1-0         | Juventus-Fiorentina | 2-0           | 9 feb.        |
| 20 set.     | 1-4         | Lazio-Napoli        | 1-4           | 10 feb.       |
| 20 set.     | 2-0         | Milan-SPAL          | 4-0           | 10 feb.       |
| 20 set.     | 2-3         | Udinese-Torino      | 0-2           | 11 feb.       |
| 20 set.     | 0-0         | Verona-Sampdoria    | 0-2           | 11 feb.       |

| andata (6ª) | andata (6ª) | 6ª giornata         | ritorno (25ª) | ritorno (25ª) |
|             |             |                     |               |               |
| 24 set.     | 0-2         | Cagliari-Chievo     | 1-2           | 17 feb.       |
| 24 set.     | 2-0         | Crotone-Benevento   | 2-3           | 18 feb.       |
| 24 set.     | 1-1         | Fiorentina-Atalanta | 1-1           | 18 feb.       |
| 24 set.     | 1-0         | Inter-Genoa         | 0-2           | 17 feb.       |
| 23 set.     | 4-0         | Juventus-Torino     | 1-0           | 18 feb.       |
| 23 set.     | 3-1         | Roma-Udinese        | 2-0           | 17 feb.       |
| 24 set.     | 2-0         | Sampdoria-Milan     | 0-1           | 18 feb.       |
| 24 set.     | 0-1         | Sassuolo-Bologna    | 1-2           | 18 feb.       |
| 23 set.     | 2-3         | SPAL-Napoli         | 0-1           | 18 feb.       |
| 24 set.     | 0-3         | Verona-Lazio        | 0-2           | 19 feb.       |

| andata (5ª) | andata (5ª) | 5ª giornata         | ritorno (24ª) | ritorno (24ª) |
|             |             |                     |               |               |
| 20 set.     | 5-1         | Atalanta-Crotone    | 1-1           | 10 feb.       |
| 20 set.     | 0-4         | Benevento-Roma      | 2-5           | 11 feb.       |
| 19 set.     | 1-1         | Bologna-Inter       | 1-2           | 11 feb.       |
| 20 set.     | 0-1         | Cagliari-Sassuolo   | 0-0           | 11 feb.       |
| 20 set.     | 1-1         | Genoa-Chievo        | 1-0           | 11 feb.       |
| 20 set.     | 1-0         | Juventus-Fiorentina | 2-0           | 9 feb.        |
| 20 set.     | 1-4         | Lazio-Napoli        | 1-4           | 10 feb.       |
| 20 set.     | 2-0         | Milan-SPAL          | 4-0           | 10 feb.       |
| 20 set.     | 2-3         | Udinese-Torino      | 0-2           | 11 feb.       |
| 20 set.     | 0-0         | Verona-Sampdoria    | 0-2           | 11 feb.       |

| andata (6ª) | andata (6ª) | 6ª giornata         | ritorno (25ª) | ritorno (25ª) |
|             |             |                     |               |               |
| 24 set.     | 0-2         | Cagliari-Chievo     | 1-2           | 17 feb.       |
| 24 set.     | 2-0         | Crotone-Benevento   | 2-3           | 18 feb.       |
| 24 set.     | 1-1         | Fiorentina-Atalanta | 1-1           | 18 feb.       |
| 24 set.     | 1-0         | Inter-Genoa         | 0-2           | 17 feb.       |
| 23 set.     | 4-0         | Juventus-Torino     | 1-0           | 18 feb.       |
| 23 set.     | 3-1         | Roma-Udinese        | 2-0           | 17 feb.       |
| 24 set.     | 2-0         | Sampdoria-Milan     | 0-1           | 18 feb.       |
| 24 set.     | 0-1         | Sassuolo-Bologna    | 1-2           | 18 feb.       |
| 23 set.     | 2-3         | SPAL-Napoli         | 0-1           | 18 feb.       |
| 24 set.     | 0-3         | Verona-Lazio        | 0-2           | 19 feb.       |

| andata (7ª) | andata (7ª) | 7ª giornata       | ritorno (26ª) | ritorno (26ª) |
|             |             |                   |               |               |
| 1º ott.     | 2-2         | Atalanta-Juventus | 0-2           | 14 mar.       |
| 1º ott.     | 1-2         | Benevento-Inter   | 0-2           | 24 feb.       |
| 1º ott.     | 2-1         | Chievo-Fiorentina | 0-1           | 25 feb.       |
| 30 set.     | 0-1         | Genoa-Bologna     | 0-2           | 24 feb.       |
| 1º ott.     | 6-1         | Lazio-Sassuolo    | 3-0           | 25 feb.       |
| 1º ott.     | 0-2         | Milan-Roma        | 2-0           | 25 feb.       |
| 1º ott.     | 3-0         | Napoli-Cagliari   | 5-0           | 26 feb.       |
| 1º ott.     | 1-1         | SPAL-Crotone      | 3-2           | 25 feb.       |
| 1º ott.     | 2-2         | Torino-Verona     | 1-2           | 25 feb.       |
| 30 set.     | 4-0         | Udinese-Sampdoria | 1-2           | 25 feb.       |

| andata (8ª) | andata (8ª) | 8ª giornata        | ritorno (27ª) | ritorno (27ª) |
|             |             |                    |               |               |
| 15 ott.     | 2-1         | Bologna-SPAL       | 0-1           | 3 mar.        |
| 15 ott.     | 2-3         | Cagliari-Genoa     | 1-2           | 3 apr.        |
| 15 ott.     | 2-2         | Crotone-Torino     | 1-4           | 4 apr.        |
| 15 ott.     | 2-1         | Fiorentina-Udinese | 2-0           | 3 apr.        |
| 15 ott.     | 3-2         | Inter-Milan        | 0-0           | 4 apr.        |
| 14 ott.     | 1-2         | Juventus-Lazio     | 1-0           | 3 mar.        |
| 14 ott.     | 0-1         | Roma-Napoli        | 4-2           | 3 mar.        |
| 15 ott.     | 3-1         | Sampdoria-Atalanta | 2-1           | 3 apr.        |
| 15 ott.     | 0-0         | Sassuolo-Chievo    | 1-1           | 4 apr.        |
| 16 ott.     | 1-0         | Verona-Benevento   | 0-3           | 4 apr.        |

| andata (7ª) | andata (7ª) | 7ª giornata       | ritorno (26ª) | ritorno (26ª) |
|             |             |                   |               |               |
| 1º ott.     | 2-2         | Atalanta-Juventus | 0-2           | 14 mar.       |
| 1º ott.     | 1-2         | Benevento-Inter   | 0-2           | 24 feb.       |
| 1º ott.     | 2-1         | Chievo-Fiorentina | 0-1           | 25 feb.       |
| 30 set.     | 0-1         | Genoa-Bologna     | 0-2           | 24 feb.       |
| 1º ott.     | 6-1         | Lazio-Sassuolo    | 3-0           | 25 feb.       |
| 1º ott.     | 0-2         | Milan-Roma        | 2-0           | 25 feb.       |
| 1º ott.     | 3-0         | Napoli-Cagliari   | 5-0           | 26 feb.       |
| 1º ott.     | 1-1         | SPAL-Crotone      | 3-2           | 25 feb.       |
| 1º ott.     | 2-2         | Torino-Verona     | 1-2           | 25 feb.       |
| 30 set.     | 4-0         | Udinese-Sampdoria | 1-2           | 25 feb.       |

| andata (8ª) | andata (8ª) | 8ª giornata        | ritorno (27ª) | ritorno (27ª) |
|             |             |                    |               |               |
| 15 ott.     | 2-1         | Bologna-SPAL       | 0-1           | 3 mar.        |
| 15 ott.     | 2-3         | Cagliari-Genoa     | 1-2           | 3 apr.        |
| 15 ott.     | 2-2         | Crotone-Torino     | 1-4           | 4 apr.        |
| 15 ott.     | 2-1         | Fiorentina-Udinese | 2-0           | 3 apr.        |
| 15 ott.     | 3-2         | Inter-Milan        | 0-0           | 4 apr.        |
| 14 ott.     | 1-2         | Juventus-Lazio     | 1-0           | 3 mar.        |
| 14 ott.     | 0-1         | Roma-Napoli        | 4-2           | 3 mar.        |
| 15 ott.     | 3-1         | Sampdoria-Atalanta | 2-1           | 3 apr.        |
| 15 ott.     | 0-0         | Sassuolo-Chievo    | 1-1           | 4 apr.        |
| 16 ott.     | 1-0         | Verona-Benevento   | 0-3           | 4 apr.        |

| andata (9ª) | andata (9ª) | 9ª giornata          | ritorno (28ª) | ritorno (28ª) |
|             |             |                      |               |               |
| 22 ott.     | 1-0         | Atalanta-Bologna     | 1-0           | 11 mar.       |
| 22 ott.     | 0-3         | Benevento-Fiorentina | 0-1           | 11 mar.       |
| 22 ott.     | 3-2         | Chievo-Verona        | 0-1           | 10 mar.       |
| 22 ott.     | 3-0         | Lazio-Cagliari       | 2-2           | 11 mar.       |
| 22 ott.     | 0-0         | Milan-Genoa          | 1-0           | 11 mar.       |
| 21 ott.     | 0-0         | Napoli-Inter         | 0-0           | 11 mar.       |
| 21 ott.     | 5-0         | Sampdoria-Crotone    | 1-4           | 11 mar.       |
| 22 ott.     | 0-1         | SPAL-Sassuolo        | 1-1           | 11 mar.       |
| 22 ott.     | 0-1         | Torino-Roma          | 0-3           | 9 mar.        |
| 22 ott.     | 2-6         | Udinese-Juventus     | 0-2           | 11 mar.       |

| andata (10ª) | andata (10ª) | 10ª giornata       | ritorno (29ª) | ritorno (29ª) |
|              |              |                    |               |               |
| 25 ott.      | 3-0          | Atalanta-Verona    | 5-0           | 18 mar.       |
| 25 ott.      | 1-2          | Bologna-Lazio      | 1-1           | 18 mar.       |
| 25 ott.      | 2-1          | Cagliari-Benevento | 2-1           | 18 mar.       |
| 25 ott.      | 1-4          | Chievo-Milan       | 2-3           | 18 mar.       |
| 25 ott.      | 3-0          | Fiorentina-Torino  | 2-1           | 18 mar.       |
| 25 ott.      | 2-3          | Genoa-Napoli       | 0-1           | 18 mar.       |
| 24 ott.      | 3-2          | Inter-Sampdoria    | 5-0           | 18 mar.       |
| 25 ott.      | 4-1          | Juventus-SPAL      | 0-0           | 17 mar.       |
| 25 ott.      | 1-0          | Roma-Crotone       | 2-0           | 18 mar.       |
| 25 ott.      | 0-1          | Sassuolo-Udinese   | 2-1           | 17 mar.       |

| andata (9ª) | andata (9ª) | 9ª giornata          | ritorno (28ª) | ritorno (28ª) |
|             |             |                      |               |               |
| 22 ott.     | 1-0         | Atalanta-Bologna     | 1-0           | 11 mar.       |
| 22 ott.     | 0-3         | Benevento-Fiorentina | 0-1           | 11 mar.       |
| 22 ott.     | 3-2         | Chievo-Verona        | 0-1           | 10 mar.       |
| 22 ott.     | 3-0         | Lazio-Cagliari       | 2-2           | 11 mar.       |
| 22 ott.     | 0-0         | Milan-Genoa          | 1-0           | 11 mar.       |
| 21 ott.     | 0-0         | Napoli-Inter         | 0-0           | 11 mar.       |
| 21 ott.     | 5-0         | Sampdoria-Crotone    | 1-4           | 11 mar.       |
| 22 ott.     | 0-1         | SPAL-Sassuolo        | 1-1           | 11 mar.       |
| 22 ott.     | 0-1         | Torino-Roma          | 0-3           | 9 mar.        |
| 22 ott.     | 2-6         | Udinese-Juventus     | 0-2           | 11 mar.       |

| andata (10ª) | andata (10ª) | 10ª giornata       | ritorno (29ª) | ritorno (29ª) |
|              |              |                    |               |               |
| 25 ott.      | 3-0          | Atalanta-Verona    | 5-0           | 18 mar.       |
| 25 ott.      | 1-2          | Bologna-Lazio      | 1-1           | 18 mar.       |
| 25 ott.      | 2-1          | Cagliari-Benevento | 2-1           | 18 mar.       |
| 25 ott.      | 1-4          | Chievo-Milan       | 2-3           | 18 mar.       |
| 25 ott.      | 3-0          | Fiorentina-Torino  | 2-1           | 18 mar.       |
| 25 ott.      | 2-3          | Genoa-Napoli       | 0-1           | 18 mar.       |
| 24 ott.      | 3-2          | Inter-Sampdoria    | 5-0           | 18 mar.       |
| 25 ott.      | 4-1          | Juventus-SPAL      | 0-0           | 17 mar.       |
| 25 ott.      | 1-0          | Roma-Crotone       | 2-0           | 18 mar.       |
| 25 ott.      | 0-1          | Sassuolo-Udinese   | 2-1           | 17 mar.       |

| andata (11ª) | andata (11ª) | 11ª giornata       | ritorno (30ª) | ritorno (30ª) |
|              |              |                    |               |               |
| 29 ott.      | 1-5          | Benevento-Lazio    | 2-6           | 31 mar.       |
| 29 ott.      | 2-1          | Crotone-Fiorentina | 0-2           | 31 mar.       |
| 28 ott.      | 0-2          | Milan-Juventus     | 1-3           | 31 mar.       |
| 29 ott.      | 3-1          | Napoli-Sassuolo    | 1-1           | 31 mar.       |
| 28 ott.      | 1-0          | Roma-Bologna       | 1-1           | 31 mar.       |
| 29 ott.      | 4-1          | Sampdoria-Chievo   | 1-2           | 31 mar.       |
| 29 ott.      | 1-0          | SPAL-Genoa         | 1-1           | 31 mar.       |
| 29 ott.      | 2-1          | Torino-Cagliari    | 4-0           | 31 mar.       |
| 29 ott.      | 2-1          | Udinese-Atalanta   | 0-2           | 31 mar.       |
| 30 ott.      | 1-2          | Verona-Inter       | 0-3           | 31 mar.       |

| andata (12ª) | andata (12ª) | 12ª giornata       | ritorno (31ª) | ritorno (31ª) |
|              |              |                    |               |               |
| 5 nov.       | 1-1          | Atalanta-SPAL      | 1-1           | 7 apr.        |
| 4 nov.       | 2-3          | Bologna-Crotone    | 0-1           | 8 apr.        |
| 5 nov.       | 2-1          | Cagliari-Verona    | 0-1           | 8 apr.        |
| 5 nov.       | 0-0          | Chievo-Napoli      | 1-2           | 8 apr.        |
| 5 nov.       | 2-4          | Fiorentina-Roma    | 2-0           | 7 apr.        |
| 4 nov.       | 0-2          | Genoa-Sampdoria    | 0-0           | 7 apr.        |
| 5 nov.       | 1-1          | Inter-Torino       | 0-1           | 8 apr.        |
| 5 nov.       | 2-1          | Juventus-Benevento | 4-2           | 7 apr.        |
| 24 gen.      | 3-0          | Lazio-Udinese      | 2-1           | 8 apr.        |
| 5 nov.       | 0-2          | Sassuolo-Milan     | 1-1           | 8 apr.        |

| andata (11ª) | andata (11ª) | 11ª giornata       | ritorno (30ª) | ritorno (30ª) |
|              |              |                    |               |               |
| 29 ott.      | 1-5          | Benevento-Lazio    | 2-6           | 31 mar.       |
| 29 ott.      | 2-1          | Crotone-Fiorentina | 0-2           | 31 mar.       |
| 28 ott.      | 0-2          | Milan-Juventus     | 1-3           | 31 mar.       |
| 29 ott.      | 3-1          | Napoli-Sassuolo    | 1-1           | 31 mar.       |
| 28 ott.      | 1-0          | Roma-Bologna       | 1-1           | 31 mar.       |
| 29 ott.      | 4-1          | Sampdoria-Chievo   | 1-2           | 31 mar.       |
| 29 ott.      | 1-0          | SPAL-Genoa         | 1-1           | 31 mar.       |
| 29 ott.      | 2-1          | Torino-Cagliari    | 4-0           | 31 mar.       |
| 29 ott.      | 2-1          | Udinese-Atalanta   | 0-2           | 31 mar.       |
| 30 ott.      | 1-2          | Verona-Inter       | 0-3           | 31 mar.       |

| andata (12ª) | andata (12ª) | 12ª giornata       | ritorno (31ª) | ritorno (31ª) |
|              |              |                    |               |               |
| 5 nov.       | 1-1          | Atalanta-SPAL      | 1-1           | 7 apr.        |
| 4 nov.       | 2-3          | Bologna-Crotone    | 0-1           | 8 apr.        |
| 5 nov.       | 2-1          | Cagliari-Verona    | 0-1           | 8 apr.        |
| 5 nov.       | 0-0          | Chievo-Napoli      | 1-2           | 8 apr.        |
| 5 nov.       | 2-4          | Fiorentina-Roma    | 2-0           | 7 apr.        |
| 4 nov.       | 0-2          | Genoa-Sampdoria    | 0-0           | 7 apr.        |
| 5 nov.       | 1-1          | Inter-Torino       | 0-1           | 8 apr.        |
| 5 nov.       | 2-1          | Juventus-Benevento | 4-2           | 7 apr.        |
| 24 gen.      | 3-0          | Lazio-Udinese      | 2-1           | 8 apr.        |
| 5 nov.       | 0-2          | Sassuolo-Milan     | 1-1           | 8 apr.        |

| andata (13ª) | andata (13ª) | 13ª giornata       | ritorno (32ª) | ritorno (32ª) |
|              |              |                    |               |               |
| 19 nov.      | 1-2          | Benevento-Sassuolo | 2-2           | 15 apr.       |
| 19 nov.      | 0-1          | Crotone-Genoa      | 0-1           | 14 apr.       |
| 19 nov.      | 2-0          | Inter-Atalanta     | 0-0           | 14 apr.       |
| 18 nov.      | 2-1          | Napoli-Milan       | 0-0           | 15 apr.       |
| 18 nov.      | 2-1          | Roma-Lazio         | 0-0           | 15 apr.       |
| 19 nov.      | 3-2          | Sampdoria-Juventus | 0-3           | 15 apr.       |
| 19 nov.      | 1-1          | SPAL-Fiorentina    | 0-0           | 15 apr.       |
| 19 nov.      | 1-1          | Torino-Chievo      | 0-0           | 14 apr.       |
| 19 nov.      | 0-1          | Udinese-Cagliari   | 1-2           | 14 apr.       |
| 20 nov.      | 2-3          | Verona-Bologna     | 0-2           | 15 apr.       |

| andata (14ª) | andata (14ª) | 14ª giornata       | ritorno (33ª) | ritorno (33ª) |
|              |              |                    |               |               |
| 27 nov.      | 1-0          | Atalanta-Benevento | 3-0           | 18 apr.       |
| 25 nov.      | 3-0          | Bologna-Sampdoria  | 0-1           | 18 apr.       |
| 25 nov.      | 1-3          | Cagliari-Inter     | 0-4           | 17 apr.       |
| 25 nov.      | 2-1          | Chievo-SPAL        | 0-0           | 18 apr.       |
| 26 nov.      | 1-1          | Genoa-Roma         | 1-2           | 18 apr.       |
| 26 nov.      | 3-0          | Juventus-Crotone   | 1-1           | 18 apr.       |
| 26 nov.      | 1-1          | Lazio-Fiorentina   | 4-3           | 18 apr.       |
| 26 nov.      | 0-0          | Milan-Torino       | 1-1           | 18 apr.       |
| 25 nov.      | 0-2          | Sassuolo-Verona    | 1-0           | 18 apr.       |
| 26 nov.      | 0-1          | Udinese-Napoli     | 2-4           | 18 apr.       |

| andata (13ª) | andata (13ª) | 13ª giornata       | ritorno (32ª) | ritorno (32ª) |
|              |              |                    |               |               |
| 19 nov.      | 1-2          | Benevento-Sassuolo | 2-2           | 15 apr.       |
| 19 nov.      | 0-1          | Crotone-Genoa      | 0-1           | 14 apr.       |
| 19 nov.      | 2-0          | Inter-Atalanta     | 0-0           | 14 apr.       |
| 18 nov.      | 2-1          | Napoli-Milan       | 0-0           | 15 apr.       |
| 18 nov.      | 2-1          | Roma-Lazio         | 0-0           | 15 apr.       |
| 19 nov.      | 3-2          | Sampdoria-Juventus | 0-3           | 15 apr.       |
| 19 nov.      | 1-1          | SPAL-Fiorentina    | 0-0           | 15 apr.       |
| 19 nov.      | 1-1          | Torino-Chievo      | 0-0           | 14 apr.       |
| 19 nov.      | 0-1          | Udinese-Cagliari   | 1-2           | 14 apr.       |
| 20 nov.      | 2-3          | Verona-Bologna     | 0-2           | 15 apr.       |

| andata (14ª) | andata (14ª) | 14ª giornata       | ritorno (33ª) | ritorno (33ª) |
|              |              |                    |               |               |
| 27 nov.      | 1-0          | Atalanta-Benevento | 3-0           | 18 apr.       |
| 25 nov.      | 3-0          | Bologna-Sampdoria  | 0-1           | 18 apr.       |
| 25 nov.      | 1-3          | Cagliari-Inter     | 0-4           | 17 apr.       |
| 25 nov.      | 2-1          | Chievo-SPAL        | 0-0           | 18 apr.       |
| 26 nov.      | 1-1          | Genoa-Roma         | 1-2           | 18 apr.       |
| 26 nov.      | 3-0          | Juventus-Crotone   | 1-1           | 18 apr.       |
| 26 nov.      | 1-1          | Lazio-Fiorentina   | 4-3           | 18 apr.       |
| 26 nov.      | 0-0          | Milan-Torino       | 1-1           | 18 apr.       |
| 25 nov.      | 0-2          | Sassuolo-Verona    | 1-0           | 18 apr.       |
| 26 nov.      | 0-1          | Udinese-Napoli     | 2-4           | 18 apr.       |

| andata (15ª) | andata (15ª) | 15ª giornata        | ritorno (34ª) | ritorno (34ª) |
|              |              |                     |               |               |
| 3 dic.       | 2-2          | Benevento-Milan     | 1-0           | 21 apr.       |
| 3 dic.       | 1-1          | Bologna-Cagliari    | 0-0           | 22 apr.       |
| 4 dic.       | 0-3          | Crotone-Udinese     | 2-1           | 22 apr.       |
| 3 dic.       | 3-0          | Fiorentina-Sassuolo | 0-1           | 21 apr.       |
| 3 dic.       | 5-0          | Inter-Chievo        | 2-1           | 22 apr.       |
| 1º dic.      | 0-1          | Napoli-Juventus     | 1-0           | 22 apr.       |
| 1º dic.      | 3-1          | Roma-SPAL           | 3-0           | 21 apr.       |
| 3 dic.       | 1-2          | Sampdoria-Lazio     | 0-4           | 22 apr.       |
| 2 dic.       | 1-1          | Torino-Atalanta     | 1-2           | 22 apr.       |
| 4 dic.       | 0-1          | Verona-Genoa        | 1-3           | 23 apr.       |

| andata (16ª) | andata (16ª) | 16ª giornata       | ritorno (35ª) | ritorno (35ª) |
|              |              |                    |               |               |
| 9 dic.       | 2-2          | Cagliari-Sampdoria | 1-4           | 29 apr.       |
| 10 dic.      | 0-0          | Chievo-Roma        | 1-4           | 28 apr.       |
| 12 dic.      | 1-2          | Genoa-Atalanta     | 1-3           | 29 apr.       |
| 9 dic.       | 0-0          | Juventus-Inter     | 3-2           | 28 apr.       |
| 11 dic.      | 1-3          | Lazio-Torino       | 1-0           | 29 apr.       |
| 10 dic.      | 2-1          | Milan-Bologna      | 2-1           | 29 apr.       |
| 10 dic.      | 0-0          | Napoli-Fiorentina  | 0-3           | 29 apr.       |
| 10 dic.      | 2-1          | Sassuolo-Crotone   | 1-4           | 29 apr.       |
| 10 dic.      | 2-2          | SPAL-Verona        | 3-1           | 29 apr.       |
| 10 dic.      | 2-0          | Udinese-Benevento  | 3-3           | 29 apr.       |

| andata (15ª) | andata (15ª) | 15ª giornata        | ritorno (34ª) | ritorno (34ª) |
|              |              |                     |               |               |
| 3 dic.       | 2-2          | Benevento-Milan     | 1-0           | 21 apr.       |
| 3 dic.       | 1-1          | Bologna-Cagliari    | 0-0           | 22 apr.       |
| 4 dic.       | 0-3          | Crotone-Udinese     | 2-1           | 22 apr.       |
| 3 dic.       | 3-0          | Fiorentina-Sassuolo | 0-1           | 21 apr.       |
| 3 dic.       | 5-0          | Inter-Chievo        | 2-1           | 22 apr.       |
| 1º dic.      | 0-1          | Napoli-Juventus     | 1-0           | 22 apr.       |
| 1º dic.      | 3-1          | Roma-SPAL           | 3-0           | 21 apr.       |
| 3 dic.       | 1-2          | Sampdoria-Lazio     | 0-4           | 22 apr.       |
| 2 dic.       | 1-1          | Torino-Atalanta     | 1-2           | 22 apr.       |
| 4 dic.       | 0-1          | Verona-Genoa        | 1-3           | 23 apr.       |

| andata (16ª) | andata (16ª) | 16ª giornata       | ritorno (35ª) | ritorno (35ª) |
|              |              |                    |               |               |
| 9 dic.       | 2-2          | Cagliari-Sampdoria | 1-4           | 29 apr.       |
| 10 dic.      | 0-0          | Chievo-Roma        | 1-4           | 28 apr.       |
| 12 dic.      | 1-2          | Genoa-Atalanta     | 1-3           | 29 apr.       |
| 9 dic.       | 0-0          | Juventus-Inter     | 3-2           | 28 apr.       |
| 11 dic.      | 1-3          | Lazio-Torino       | 1-0           | 29 apr.       |
| 10 dic.      | 2-1          | Milan-Bologna      | 2-1           | 29 apr.       |
| 10 dic.      | 0-0          | Napoli-Fiorentina  | 0-3           | 29 apr.       |
| 10 dic.      | 2-1          | Sassuolo-Crotone   | 1-4           | 29 apr.       |
| 10 dic.      | 2-2          | SPAL-Verona        | 3-1           | 29 apr.       |
| 10 dic.      | 2-0          | Udinese-Benevento  | 3-3           | 29 apr.       |

| andata (17ª) | andata (17ª) | 17ª giornata       | ritorno (36ª) | ritorno (36ª) |
|              |              |                    |               |               |
| 17 dic.      | 3-3          | Atalanta-Lazio     | 1-1           | 6 mag.        |
| 17 dic.      | 1-2          | Benevento-SPAL     | 0-2           | 6 mag.        |
| 17 dic.      | 0-3          | Bologna-Juventus   | 1-3           | 5 mag.        |
| 17 dic.      | 1-0          | Crotone-Chievo     | 1-2           | 6 mag.        |
| 17 dic.      | 0-0          | Fiorentina-Genoa   | 3-2           | 6 mag.        |
| 16 dic.      | 1-3          | Inter-Udinese      | 4-0           | 6 mag.        |
| 16 dic.      | 1-0          | Roma-Cagliari      | 1-0           | 6 mag.        |
| 17 dic.      | 0-1          | Sampdoria-Sassuolo | 0-1           | 6 mag.        |
| 16 dic.      | 1-3          | Torino-Napoli      | 2-2           | 6 mag.        |
| 17 dic.      | 3-0          | Verona-Milan       | 1-4           | 5 mag.        |

| andata (18ª) | andata (18ª) | 18ª giornata        | ritorno (37ª) | ritorno (37ª) |
|              |              |                     |               |               |
| 22 dic.      | 0-1          | Cagliari-Fiorentina | 1-0           | 13 mag.       |
| 22 dic.      | 2-3          | Chievo-Bologna      | 2-1           | 13 mag.       |
| 23 dic.      | 1-0          | Genoa-Benevento     | 0-1           | 12 mag.       |
| 23 dic.      | 1-0          | Juventus-Roma       | 0-0           | 13 mag.       |
| 23 dic.      | 4-0          | Lazio-Crotone       | 2-2           | 13 mag.       |
| 23 dic.      | 0-2          | Milan-Atalanta      | 1-1           | 13 mag.       |
| 23 dic.      | 3-2          | Napoli-Sampdoria    | 2-0           | 13 mag.       |
| 23 dic.      | 1-0          | Sassuolo-Inter      | 2-1           | 12 mag.       |
| 23 dic.      | 2-2          | SPAL-Torino         | 1-2           | 13 mag.       |
| 23 dic.      | 4-0          | Udinese-Verona      | 1-0           | 13 mag.       |

| andata (17ª) | andata (17ª) | 17ª giornata       | ritorno (36ª) | ritorno (36ª) |
|              |              |                    |               |               |
| 17 dic.      | 3-3          | Atalanta-Lazio     | 1-1           | 6 mag.        |
| 17 dic.      | 1-2          | Benevento-SPAL     | 0-2           | 6 mag.        |
| 17 dic.      | 0-3          | Bologna-Juventus   | 1-3           | 5 mag.        |
| 17 dic.      | 1-0          | Crotone-Chievo     | 1-2           | 6 mag.        |
| 17 dic.      | 0-0          | Fiorentina-Genoa   | 3-2           | 6 mag.        |
| 16 dic.      | 1-3          | Inter-Udinese      | 4-0           | 6 mag.        |
| 16 dic.      | 1-0          | Roma-Cagliari      | 1-0           | 6 mag.        |
| 17 dic.      | 0-1          | Sampdoria-Sassuolo | 0-1           | 6 mag.        |
| 16 dic.      | 1-3          | Torino-Napoli      | 2-2           | 6 mag.        |
| 17 dic.      | 3-0          | Verona-Milan       | 1-4           | 5 mag.        |

| andata (18ª) | andata (18ª) | 18ª giornata        | ritorno (37ª) | ritorno (37ª) |
|              |              |                     |               |               |
| 22 dic.      | 0-1          | Cagliari-Fiorentina | 1-0           | 13 mag.       |
| 22 dic.      | 2-3          | Chievo-Bologna      | 2-1           | 13 mag.       |
| 23 dic.      | 1-0          | Genoa-Benevento     | 0-1           | 12 mag.       |
| 23 dic.      | 1-0          | Juventus-Roma       | 0-0           | 13 mag.       |
| 23 dic.      | 4-0          | Lazio-Crotone       | 2-2           | 13 mag.       |
| 23 dic.      | 0-2          | Milan-Atalanta      | 1-1           | 13 mag.       |
| 23 dic.      | 3-2          | Napoli-Sampdoria    | 2-0           | 13 mag.       |
| 23 dic.      | 1-0          | Sassuolo-Inter      | 2-1           | 12 mag.       |
| 23 dic.      | 2-2          | SPAL-Torino         | 1-2           | 13 mag.       |
| 23 dic.      | 4-0          | Udinese-Verona      | 1-0           | 13 mag.       |

| \| andata (19ª) \| andata (19ª) \| 19ª giornata \| ritorno (38ª) \| ritorno (38ª) \| \| \| \| \| \| \| \| 30 dic. \| 1-2 \| Atalanta-Cagliari \| 0-1 \| 20 mag. \| \| 30 dic. \| 1-0 \| Benevento-Chievo \| 0-1 \| 20 mag. \| \| 30 dic. \| 1-2 \| Bologna-Udinese \| 0-1 \| 20 mag. \| \| 29 dic. \| 0-1 \| Crotone-Napoli \| 1-2 \| 20 mag. \| \| 30 dic. \| 1-1 \| Fiorentina-Milan \| 1-5 \| 20 mag. \| \| 30 dic. \| 0-0 \| Inter-Lazio \| 3-2 \| 20 mag. \| \| 30 dic. \| 1-1 \| Roma-Sassuolo \| 1-0 \| 20 mag. \| \| 30 dic. \| 2-0 \| Sampdoria-SPAL \| 1-3 \| 20 mag. \| \| 30 dic. \| 0-0 \| Torino-Genoa \| 2-1 \| 20 mag. \| \| 30 dic. \| 1-3 \| Verona-Juventus \| 1-2 \| 19 mag. \| |              |                   |               |               |
| andata (19ª) | andata (19ª) | 19ª giornata      | ritorno (38ª) | ritorno (38ª) |
| |              |                   |               |               |
| 30 dic. | 1-2          | Atalanta-Cagliari | 0-1           | 20 mag.       |
| 30 dic. | 1-0          | Benevento-Chievo  | 0-1           | 20 mag.       |
| 30 dic. | 1-2          | Bologna-Udinese   | 0-1           | 20 mag.       |
| 29 dic. | 0-1          | Crotone-Napoli    | 1-2           | 20 mag.       |
| 30 dic. | 1-1          | Fiorentina-Milan  | 1-5           | 20 mag.       |
| 30 dic. | 0-0          | Inter-Lazio       | 3-2           | 20 mag.       |
| 30 dic. | 1-1          | Roma-Sassuolo     | 1-0           | 20 mag.       |
| 30 dic. | 2-0          | Sampdoria-SPAL    | 1-3           | 20 mag.       |
| 30 dic. | 0-0          | Torino-Genoa      | 2-1           | 20 mag.       |
| 30 dic. | 1-3          | Verona-Juventus   | 1-2           | 19 mag.       |

| andata (19ª) | andata (19ª) | 19ª giornata      | ritorno (38ª) | ritorno (38ª) |
|              |              |                   |               |               |
| 30 dic.      | 1-2          | Atalanta-Cagliari | 0-1           | 20 mag.       |
| 30 dic.      | 1-0          | Benevento-Chievo  | 0-1           | 20 mag.       |
| 30 dic.      | 1-2          | Bologna-Udinese   | 0-1           | 20 mag.       |
| 29 dic.      | 0-1          | Crotone-Napoli    | 1-2           | 20 mag.       |
| 30 dic.      | 1-1          | Fiorentina-Milan  | 1-5           | 20 mag.       |
| 30 dic.      | 0-0          | Inter-Lazio       | 3-2           | 20 mag.       |
| 30 dic.      | 1-1          | Roma-Sassuolo     | 1-0           | 20 mag.       |
| 30 dic.      | 2-0          | Sampdoria-SPAL    | 1-3           | 20 mag.       |
| 30 dic.      | 0-0          | Torino-Genoa      | 2-1           | 20 mag.       |
| 30 dic.      | 1-3          | Verona-Juventus   | 1-2           | 19 mag.       |

## Statistiche

### Squadre

#### Capoliste solitarie
|    | —— | —— | —— | —— | —— | ——     | ——     | ——     | ——     | ——     | ——     | ——     | ——     | ——    | ——    | ——     | ——     | ——     | ——     | ——     | ——     | ——     | ——     | ——     | ——     | ——       | ——       | ——       | ——       | ——       | ——       | ——       | ——       | ——       | ——       | ——       | ——       | —— |  |
|    |    |    |    |    |    | Napoli | Napoli | Napoli | Napoli | Napoli | Napoli | Napoli | Napoli | Inter | Inter | Napoli | Napoli | Napoli | Napoli | Napoli | Napoli | Napoli | Napoli | Napoli | Napoli | Juventus | Juventus | Juventus | Juventus | Juventus | Juventus | Juventus | Juventus | Juventus | Juventus | Juventus | Juventus |    |  |
|    |    |    |    |    |    |        |        |        |        |        |        |        |        |       |       |        |        |        |        |        |        |        |        |        |        |          |          |          |          |          |          |          |          |          |          |          |          |    |  |
|    |    |    |    |    |    |        |        |        |        |        |        |        |        |       |       |        |        |        |        |        |        |        |        |        |        |          |          |          |          |          |          |          |          |          |          |          |          |    |  |
| 1ª | 2ª | 3ª | 4ª | 5ª | 6ª | 7ª     | 8ª     | 9ª     | 10ª    | 11ª    | 12ª    | 13ª    | 14ª    | 15ª   | 16ª   | 17ª    | 18ª    | 19ª    | 20ª    | 21ª    | 22ª    | 23ª    | 24ª    | 25ª    | 26ª    | 27ª      | 28ª      | 29ª      | 30ª      | 31ª      | 32ª      | 33ª      | 34ª      | 35ª      | 36ª      | 37ª      | 38ª      |    |  |

#### Classifica in divenire
|            | 1ª | 2ª | 3ª | 4ª | 5ª | 6ª | 7ª | 8ª | 9ª | 10ª | 11ª | 12ª | 13ª | 14ª | 15ª | 16ª | 17ª | 18ª | 19ª | 20ª | 21ª | 22ª | 23ª | 24ª | 25ª | 26ª | 27ª | 28ª | 29ª | 30ª | 31ª | 32ª | 33ª | 34ª | 35ª | 36ª | 37ª | 38ª |
|            |    |    |    |    |    |    |    |    |    |     |     |     |     |     |     |     |     |     |     |     |     |     |     |     |     |     |     |     |     |     |     |     |     |     |     |     |     |     |
| ---------- | -- | -- | -- | -- | -- | -- | -- | -- | -- | --- | --- | --- | --- | --- | --- | --- | --- | --- | --- | --- | --- | --- | --- | --- | --- | --- | --- | --- | --- | --- | --- | --- | --- | --- | --- | --- | --- | --- |
| Atalanta   | 0  | 0  | 3  | 4  | 7  | 8  | 9  | 9  | 12 | 15  | 15  | 16  | 16  | 19  | 20  | 23  | 24  | 27  | 27  | 30  | 30  | 33  | 36  | 37  | 38  | 38  | 38  | 41  | 44  | 47  | 48  | 49  | 52  | 55  | 58  | 59  | 60  | 60  |
| Benevento  | 0  | 0  | 0  | 0  | 0  | 0  | 0  | 0  | 0  | 0   | 0   | 0   | 0   | 0   | 1   | 1   | 1   | 1   | 4   | 7   | 7   | 7   | 7   | 7   | 10  | 10  | 13  | 13  | 13  | 13  | 13  | 14  | 14  | 17  | 18  | 18  | 21  | 21  |
| Bologna    | 1  | 4  | 4  | 4  | 5  | 8  | 11 | 14 | 14 | 14  | 14  | 14  | 17  | 20  | 21  | 21  | 21  | 24  | 24  | 24  | 27  | 27  | 27  | 27  | 30  | 33  | 33  | 33  | 34  | 35  | 35  | 38  | 38  | 39  | 39  | 39  | 39  | 39  |
| Cagliari   | 0  | 0  | 3  | 6  | 6  | 6  | 6  | 6  | 6  | 9   | 9   | 12  | 15  | 15  | 16  | 17  | 17  | 17  | 20  | 20  | 20  | 21  | 24  | 25  | 25  | 25  | 25  | 26  | 29  | 29  | 29  | 32  | 32  | 33  | 33  | 33  | 36  | 39  |
| Chievo     | 3  | 3  | 3  | 4  | 5  | 8  | 11 | 12 | 15 | 15  | 15  | 16  | 17  | 20  | 20  | 21  | 21  | 21  | 21  | 22  | 22  | 22  | 22  | 22  | 25  | 25  | 26  | 26  | 26  | 29  | 29  | 30  | 31  | 31  | 31  | 34  | 37  | 40  |
| Crotone    | 0  | 1  | 1  | 1  | 1  | 4  | 5  | 6  | 6  | 6   | 9   | 12  | 12  | 12  | 12  | 12  | 15  | 15  | 15  | 15  | 18  | 19  | 20  | 21  | 21  | 21  | 21  | 24  | 24  | 24  | 27  | 27  | 28  | 31  | 34  | 34  | 35  | 35  |
| Fiorentina | 0  | 0  | 3  | 6  | 6  | 7  | 7  | 10 | 13 | 16  | 16  | 16  | 17  | 18  | 21  | 22  | 23  | 26  | 27  | 28  | 28  | 28  | 31  | 31  | 32  | 35  | 38  | 41  | 44  | 47  | 50  | 51  | 51  | 51  | 54  | 57  | 57  | 57  |
| Genoa      | 1  | 1  | 1  | 1  | 2  | 2  | 2  | 5  | 6  | 6   | 6   | 6   | 9   | 10  | 13  | 13  | 14  | 17  | 18  | 21  | 21  | 21  | 24  | 27  | 30  | 30  | 33  | 33  | 33  | 34  | 35  | 38  | 38  | 41  | 41  | 41  | 41  | 41  |
| Inter      | 3  | 6  | 9  | 12 | 13 | 16 | 19 | 22 | 23 | 26  | 29  | 30  | 33  | 36  | 39  | 40  | 40  | 40  | 41  | 42  | 43  | 44  | 45  | 48  | 48  | 51  | 52  | 53  | 56  | 59  | 59  | 60  | 63  | 66  | 66  | 69  | 69  | 72  |
| Juventus   | 3  | 6  | 9  | 12 | 15 | 18 | 19 | 19 | 22 | 25  | 28  | 31  | 31  | 34  | 37  | 38  | 41  | 44  | 47  | 50  | 53  | 56  | 59  | 62  | 65  | 68  | 71  | 74  | 75  | 78  | 81  | 84  | 85  | 85  | 88  | 91  | 92  | 95  |
| Lazio      | 1  | 4  | 7  | 10 | 10 | 13 | 16 | 19 | 22 | 25  | 28  | 31  | 31  | 32  | 35  | 35  | 36  | 39  | 40  | 43  | 46  | 46  | 46  | 46  | 49  | 52  | 52  | 53  | 54  | 57  | 60  | 61  | 64  | 67  | 70  | 71  | 72  | 72  |
| Milan      | 3  | 6  | 6  | 9  | 12 | 12 | 12 | 12 | 13 | 16  | 16  | 19  | 19  | 20  | 21  | 24  | 24  | 24  | 25  | 28  | 31  | 34  | 35  | 38  | 41  | 44  | 45  | 48  | 51  | 51  | 52  | 53  | 54  | 54  | 57  | 60  | 61  | 64  |
| Napoli     | 3  | 6  | 9  | 12 | 15 | 18 | 21 | 24 | 25 | 28  | 31  | 32  | 35  | 38  | 38  | 39  | 42  | 45  | 48  | 51  | 54  | 57  | 60  | 63  | 66  | 69  | 69  | 70  | 73  | 74  | 77  | 78  | 81  | 84  | 84  | 85  | 88  | 91  |
| Roma       | 3  | 3  | 4  | 7  | 10 | 13 | 16 | 16 | 19 | 22  | 25  | 28  | 31  | 32  | 35  | 36  | 39  | 39  | 40  | 40  | 41  | 41  | 44  | 47  | 50  | 50  | 53  | 56  | 59  | 60  | 60  | 61  | 64  | 67  | 70  | 73  | 74  | 77  |
| Sampdoria  | 3  | 6  | 7  | 8  | 9  | 12 | 12 | 15 | 18 | 18  | 21  | 24  | 27  | 27  | 27  | 28  | 28  | 28  | 31  | 31  | 34  | 37  | 38  | 41  | 41  | 44  | 47  | 47  | 47  | 47  | 48  | 48  | 51  | 51  | 54  | 54  | 54  | 54  |
| Sassuolo   | 1  | 1  | 1  | 1  | 4  | 4  | 4  | 5  | 8  | 8   | 8   | 8   | 11  | 11  | 11  | 14  | 17  | 20  | 21  | 21  | 22  | 22  | 22  | 23  | 23  | 23  | 24  | 25  | 28  | 29  | 30  | 31  | 34  | 37  | 37  | 40  | 43  | 43  |
| SPAL       | 1  | 4  | 4  | 4  | 4  | 4  | 5  | 5  | 5  | 5   | 8   | 9   | 10  | 10  | 10  | 11  | 14  | 15  | 15  | 15  | 16  | 17  | 17  | 17  | 17  | 20  | 23  | 24  | 25  | 26  | 27  | 28  | 29  | 29  | 32  | 35  | 35  | 38  |
| Torino     | 1  | 4  | 7  | 8  | 11 | 11 | 12 | 13 | 13 | 13  | 16  | 17  | 18  | 19  | 20  | 23  | 23  | 24  | 25  | 28  | 29  | 32  | 33  | 36  | 36  | 36  | 39  | 39  | 39  | 42  | 45  | 46  | 47  | 47  | 47  | 48  | 51  | 54  |
| Udinese    | 0  | 0  | 3  | 3  | 3  | 3  | 6  | 6  | 6  | 9   | 12  | 12  | 12  | 12  | 15  | 18  | 21  | 24  | 27  | 28  | 29  | 32  | 33  | 33  | 33  | 33  | 33  | 33  | 33  | 33  | 33  | 33  | 33  | 33  | 34  | 34  | 37  | 40  |
| Verona     | 0  | 1  | 1  | 1  | 2  | 2  | 3  | 6  | 6  | 6   | 6   | 6   | 6   | 9   | 9   | 10  | 13  | 13  | 13  | 13  | 13  | 16  | 16  | 16  | 16  | 19  | 19  | 22  | 22  | 22  | 25  | 25  | 25  | 25  | 25  | 25  | 25  | 25  |

#### Classifiche di rendimento

##### Rendimento andata-ritorno
| Andata     | Andata | Ritorno    | Ritorno |
|            |        |            |         |
| Napoli     | 48     | Juventus   | 48      |
| Juventus   | 47     | Napoli     | 43      |
| Inter      | 41     | Milan      | 39      |
| Lazio      | 40     | Roma       | 37      |
| Roma       | 40     | Atalanta   | 33      |
| Sampdoria  | 31     | Lazio      | 32      |
| Fiorentina | 27     | Inter      | 31      |
| Atalanta   | 27     | Fiorentina | 30      |
| Udinese    | 27     | Torino     | 29      |
| Torino     | 25     | Genoa      | 23      |
| Milan      | 25     | Sampdoria  | 23      |
| Bologna    | 24     | SPAL       | 23      |
| Chievo     | 21     | Sassuolo   | 22      |
| Sassuolo   | 21     | Crotone    | 20      |
| Cagliari   | 20     | Cagliari   | 19      |
| Genoa      | 18     | Chievo     | 19      |
| SPAL       | 15     | Benevento  | 17      |
| Crotone    | 15     | Bologna    | 15      |
| Verona     | 13     | Udinese    | 13      |
| Benevento  | 4      | Verona     | 12      |

##### Rendimento casa-trasferta
| Casa       | Casa | Trasferta  | Trasferta |
|            |      |            |           |
| Juventus   | 49   | Juventus   | 46        |
| Napoli     | 45   | Napoli     | 46        |
| Sampdoria  | 39   | Roma       | 42        |
| Inter      | 38   | Lazio      | 40        |
| Milan      | 35   | Inter      | 34        |
| Roma       | 35   | Milan      | 29        |
| Atalanta   | 33   | Fiorentina | 28        |
| Lazio      | 32   | Atalanta   | 27        |
| Torino     | 30   | Sassuolo   | 24        |
| Fiorentina | 29   | Torino     | 24        |
| Chievo     | 27   | Genoa      | 20        |
| Crotone    | 24   | Udinese    | 20        |
| SPAL       | 23   | Cagliari   | 18        |
| Bologna    | 22   | Bologna    | 17        |
| Cagliari   | 21   | Sampdoria  | 15        |
| Genoa      | 21   | SPAL       | 15        |
| Udinese    | 20   | Chievo     | 13        |
| Sassuolo   | 19   | Crotone    | 11        |
| Benevento  | 17   | Verona     | 9         |
| Verona     | 16   | Benevento  | 4         |

#### Primati stagionali
Squadre
- Maggior numero di vittorie: Juventus (30)
- Minor numero di vittorie: Benevento (6)
- Maggior numero di pareggi: Torino (15)
- Minor numero di pareggi: Benevento (3)
- Maggior numero di sconfitte: Benevento (29)
- Minor numero di sconfitte: Juventus e Napoli (3)
- Miglior attacco: Lazio (89 gol fatti)
- Peggior attacco: Sassuolo (29 gol fatti)
- Miglior difesa: Juventus (24 gol subìti)
- Peggior difesa: Benevento (84 gol subiti)
- Miglior differenza reti: Juventus (+62)
- Peggior differenza reti: Benevento (−51)
- Miglior serie positiva: Juventus (20, 14ª-33ª)
- Peggior serie negativa: Benevento (14, 1ª-14ª)
- Maggior numero di vittorie consecutive: Juventus (12, 17ª-28ª)

Partite
- Più gol: Udinese-Juventus 2-6 e Lazio-Benevento 6-2 (8)
- Maggiore scarto di gol: Juventus-Sassuolo 7-0 (7)
- Maggior numero di reti in una giornata: 41 (35ª giornata)
- Maggior numero di espulsioni: 6 (22ª giornata)[85]

### Individuali

#### Classifica marcatori
| Gol | Rigori |  | Giocatore               | Squadra    |
| --- | ------ |  | ----------------------- | ---------- |
| 29  | 6      |  | Mauro Icardi            | Inter      |
| 29  | 7      |  | Ciro Immobile           | Lazio      |
| 22  | 3      |  | Paulo Dybala            | Juventus   |
| 19  | 7      |  | Fabio Quagliarella      | Sampdoria  |
| 18  | 4      |  | Dries Mertens           | Napoli     |
| 16  |        |  | Edin Džeko              | Roma       |
| 16  | 1      |  | Gonzalo Higuaín         | Juventus   |
| 14  |        |  | Giovanni Simeone        | Fiorentina |
| 12  |        |  | Iago Falque             | Torino     |
| 12  | 1      |  | Roberto Inglese         | Chievo     |
| 12  |        |  | Kevin Lasagna           | Udinese    |
| 12  |        |  | Sergej Milinković-Savić | Lazio      |
| 11  | 5      |  | Mirco Antenucci         | SPAL       |
| 11  | 2      |  | Josip Iličič            | Atalanta   |
| 11  | 1      |  | Luis Alberto            | Lazio      |
| 11  |        |  | Leonardo Pavoletti      | Cagliari   |
| 11  |        |  | Ivan Perišić            | Inter      |
| 11  |        |  | Duván Zapata            | Sampdoria  |

### Media spettatori
| Squadra    | Media  | Abbonamenti |
| ---------- | ------ | ----------- |
| Inter      | 57.529 | 31.000      |
| Milan      | 52.690 | 31.000      |
| Napoli     | 43.050 | 5.888       |
| Juventus   | 39.316 | 29.200      |
| Roma       | 37.450 | 22.000      |
| Lazio      | 30.990 | 11.000      |
| Fiorentina | 26.092 | 17.000      |
| Genoa      | 20.941 | 17.144      |
| Bologna    | 20.903 | 13.054      |
| Sampdoria  | 20.156 | 16.400      |
| Torino     | 18.596 | 11.492      |
| Atalanta   | 17.921 | 14.041      |
| Udinese    | 17.906 | 11.662      |
| Verona     | 17.333 | 11.467      |
| Cagliari   | 14.685 | 7.007       |
| Chievo     | 12.540 | 7.142       |
| Benevento  | 12.132 | 7.783       |
| SPAL       | 12.067 | 8.103       |
| Sassuolo   | 11.237 | 4.800       |
| Crotone    | 10.581 | 7.500       |